# Projekt 667BD
Projekt 667BD mit dem Decknamen „Murena-M“ (russisch Мурена-М) war eine Klasse sowjetischer U-Boote mit ballistischen Raketen. Sie wurde von der NATO als Delta-II-Klasse bezeichnet.
Projekt 667BD war eine vergrößerte Version des Projektes 667B. Die Klasse trug dieselbe Art von Bewaffnung wie ihr Vorgänger, war aber mit 16 statt zwölf Interkontinentalraketen ausgerüstet.

## Entwicklung
Die Pläne für Projekt 667BD wurden im Auftrag der sowjetischen Marine von S. Kowalew vom „Rubin“-Entwicklungsbüro ausgearbeitet. Um die vier zusätzlich geforderten Silos mit Interkontinentalraketen unterzubringen, erweiterte man die Raketenabteilung um ein 16 Meter langes Segment und behielt die übrige Konfiguration des Vorgängers bei. 
Die obere Kante der verlängerten Raketenabteilung wurde jedoch zum Heck hin mit einem durchgehenden Gefälle nach unten geführt und nicht, wie beim Vorgängerprojekt 667B, durch ein Gefälle, das durch eine Zwischenstufe unterbrochen war; so waren beide Klassen auch ohne das Zählen der Raketenschächte gut zu unterscheiden.

## Technik

### Rumpf

Zeichnung der Steuerbordansicht von Projekt 667BD

Projekt 667BD behielt den inneren Aufbau und die technischen Systeme seines Vorgängers weitgehend bei und wurde nur um die zusätzliche Rumpfsektion verlängert. 
Überarbeitet wurde jedoch die Geräuschdämmung; einerseits um die Ortung der Boote durch fremde Sonarsysteme zu erschweren, andererseits um die Effektivität des eigenen Sonarsystems durch das Entfernen von störenden Geräuschquellen zu erhöhen. Dazu erhielten die Boote eine neue schallabsorbierende Beschichtung, Rohrleitungen und Hydrauliksysteme wurden vom Druckkörper entkoppelt und die Dampfturbinen auf ein Fundament gestellt, das die Übertragung von Vibrationen der Maschinen auf den Druckkörper und damit das umgebende Wasser verhinderte.
Die U-Boote des Projekts 667BD erhielten erstmals in der Geschichte des sowjetischen U-Boot-Baus ein System zur Wasserelektrolyse, so dass aus Meerwasser und elektrischem Strom Sauerstoff für die Besatzung hergestellt werden konnte und so ein Auftauchen zum Auffüllen der Vorräte an Atemluft unnötig wurde.
Der Druckkörper selbst unterteilte sich in zehn wasserdicht verschließbare Abteilungen:
- 1: Torpedoraum mit Torpedorohren, Reservetorpedos, vordere Ausstiegsluke, erster Batteriesatz, Steuergeräte für das Sonarsystem
- 2: Unterkünfte auf zwei Decks und zweiter Batteriesatz auf dem dritten Deck
- 3: Zentrale mit Steuerinstrumenten, Funkraum und Zugang zum Turm
- 4: Raketenabteilung 1 mit zwölf Raketensilos
- 5: Raketenabteilung 2 mit vier Raketensilos und Pumpensystemen für Raketentreibstoff
- 6: Technische Abteilung mit Tanks für Dieseltreibstoff
- 7: Reaktorabteilung mit den beiden hintereinander positionierten WM-Reaktoren
- 8: vordere Maschinenabteilung mit Turbinen, Kondensatoren, Elektromotoren
- 9: hintere Maschinenabteilung mit Turbinen, Kondensatoren, Elektromotoren
- 10: Heckraum mit hinterer Ausstiegsluke, Zugangsschleuse, Rudermaschine für die Heckruder und Auslöser für die Notfallboje

### Antrieb
Hauptenergiequelle von Projekt 667BD war der WWR-Reaktorkomplex mit zwei WM-4-B-Druckwasserreaktoren. Die beiden Reaktoren leisteten zusammen 180 MW thermische Energie, mit der Dampf erzeugt wurde, der zwei GTSA-Turbinen antrieb. Die Turbinen konnten je bis zu 20.000 PS (14.710 kW) auf die beiden Wellen übertragen, die das U-Boot mit 25 Knoten Spitzengeschwindigkeit über die beiden Propeller im Tauchbetrieb vorwärts bewegten. Zwei DW-460-Dieselmotoren konnten alternativ je 460 kW Antriebsenergie zur Verfügung stellen, indem sie Dieseltreibstoff und Luftsauerstoff verbrannten. Luftsauerstoff kann hier auch über einen Schnorchel ins Boot gesaugt werden.
Beide Energiequellen konnten über einen Generator auch die Bleiakkumulatoren im Rumpf aufladen. 

### Reichweite
Projekt 667BD unterlag durch seinen nuklearen Antrieb keinen Reichweitenbeschränkungen mehr. Lediglich die mitgeführten Vorräte an Nahrungsmitteln und Verbrauchsgütern für die Besatzung begrenzten die Einsatzdauer der Boote auf geschätzte 80 Tage.

### Sensoren und Kommunikationssysteme
Projekt 667BD war mit einem Almas-BP-Gefechtsinformationssystem, einem Tobol-B-Navigationssystem und einem Molnija-L-Kommunikationssystem ausgerüstet. Zusätzlich war ein System zur Freund-Feind-Erkennung vom Typ „Nichrom-M“ installiert.

## Bewaffnung
Projekt 667BD trug 16 R-29D-Interkontinentalraketen in separaten Silos. Die Waffen wurden durch den D-5D-Raketenkomplex gesteuert, der allerdings für das Vorgängerprojekt 667B mit nur zwölf Raketen entwickelt worden war. Die Folge war, dass Projekt 667BD seine Raketen nicht in einer kurzen Salve abfeuern konnte, sondern zwei Startsequenzen durchführen musste – eine für die ersten zwölf Raketen und danach eine separate für die verbliebenen vier.
Zur Selbstverteidigung trug jedes Boot vier Bugtorpedorohre im Kaliber 533 mm und zwei im Kaliber 400 mm. 16 Torpedos für die 533-mm-Rohre und vier 400-mm-Waffen können an Bord mitgeführt werden. Die 533-mm-Torpedomodelle SET-65, SAET-60M, 53-65K oder 53-65M konnten neben dem 400-mm-SET-40 eingesetzt werden.

## Entsorgung
Die Entsorgung der Boote des Projekts 667BD setzte sich aus drei Arbeitsschritten zusammen: Dem Sichern und Einlagern der Reaktorsektion, der Verschrottung der Boote und, sofern von den START-Abrüstungsverträgen verlangt, dem Unbrauchbarmachen der Raketenstartvorrichtung. Die Arbeiten wurden zunächst von der Sowjetunion und später von Russland als Verpflichtung aus den START-Verträgen finanziert, jedoch auch im Rahmen des Cooperative-Threat-Reduction-(CTR)-Programms von den USA finanziell unterstützt. Die Arbeiten werden für Boote der Nordflotte von der „Nerpa“- und der „Swjosdotschka“-Werft durchgeführt.

## Einheiten
Es wurden vier Boote des Projekts 667BD auf der Werft 402 „Sewmasch“ in Sewerodwinsk gebaut. Ein fünftes, K-424, wurde, schon im Bau, als Projekt 667BDR fertiggestellt.

### K-182
K-182 wurde am 10. April 1973 in Sewerodwinsk auf Kiel gelegt und lief am 12. Januar 1975 vom Stapel. Sie wurde der Nordflotte zugeteilt und erhielt am 4. November 1977 den Ehrennamen 60 Jahre Große Oktoberrevolution anlässlich der Oktoberrevolution von 1917. Sie führte Raketenstarts und mehrere Erprobungen durch und war 1980 an Versuchen beteiligt, das amerikanische Sound Surveillance System unbemerkt zu durchbrechen. 1992 wurde der Ehrenname mit dem Zusammenbruch der Sowjetunion wieder abgelegt und das Boot am 24. April 1996 außer Dienst gestellt. 1999 wurde es zur Abwrackwerft geschleppt.

### K-92
Das Boot wurde am 9. Juli 1973 in Sewerodwinsk auf Kiel gelegt und lief am 3. Mai 1975 vom Stapel. 1982 durchbrach es die Eisdecke am geografischen Nordpol und führte zwei Raketenstarts durch. K-92 wurde am 24. April 1996 außer Dienst gestellt und ab 1999 auf der Abwrackwerft „Nerpa“ verschrottet.

### K-193
K-193, mit der Baunummer 353, wurde am 3. September 1973 auf Kiel gelegt und lief am 18. Juli 1975 vom Stapel. 1985 wurde das Boot während einer Tauchfahrt schwer an den Tiefenrudern beschädigt und musste auftauchen und sich an der Oberfläche in den nächsten Hafen begeben. K-193 führte nach seiner Reparatur Raketenstarts und Torpedoabschüsse durch und wurde am 24. April 1994 außer Dienst gestellt. Die Reaktorsektion wurde auf der Abwrackwerft „Swjosdotschka“ 1999 aus dem Rumpf getrennt und das Boot verschrottet.

### K-421
Das Boot wurde am 30. November 1973 auf Kiel gelegt und lief am 1. Juli 1975 vom Stapel. Im Zuge ihrer Abnahme führte sie einen Tauchgang auf 320 Meter Tiefe durch und wurde der Nordflotte zugeteilt. 1976 sollte K-421 zu einer Patrouille auslaufen, obwohl seit mehreren Tagen ein schwerer Sturm über der Basis tobte. Das Boot wurde vom Wind in so starke Rollbewegungen versetzt, dass die Seitenneigung zeitweilig mehr als 50° erreichte. Ein Seemann brach sich einige Rippen, aber K-421 konnte seinen Einsatz durchführen. 1982 führte sie im Rahmen einer Übung zwei Raketenstarts durch, während sie am Pier ihrer Basis vertäut lag. Das Boot führte mehrere Patrouillen durch, die es bis zu den Azoren führten.
Am 24. April 1996 wurde sie außer Dienst gestellt und zwischen 1997 und 1999 auf der Abwrackwerft „Nerpa“ verschrottet. Die Reaktorabteilung wurde in eine Lagereinrichtung der Marine geschleppt.

## Belege und Verweise